# هدرای ایبری
هدرای ایبری (نام علمی: Hedera iberica) نام یک گونه از سرده عشقه است.